# Azuma Hiroki (cầu thủ bóng đá)
Azuma Hiroki (sinh ngày 10 tháng 7 năm 1966) là một cầu thủ bóng đá người Nhật Bản.

## Sự nghiệp câu lạc bộ
Azuma Hiroki đã từng chơi cho Gamba Osaka, Yokohama Flügels và Vissel Kobe.